# Gerhard Eißner
Gerhard Eißner, auch Gerhard Eissner (* 5. März 1912 in Pirna; † 17. September 2004) war ein deutscher Veterinärmediziner, der Impfstoffe gegen Tierseuchen entwickelte.
Eißner war von 1949 bis 1961 wissenschaftlicher Assistent und Mitglied des Paul-Ehrlich-Instituts in Frankfurt am Main. 1951 wurde er an der Universität Gießen in Veterinärmedizin promoviert (Ist die Bewertung von Rotlauf-Adsorbat-Impfstoffen in der staatlichen Prüfung von der Virulenz des Prüfungsstammes abhängig?). Ab 1963 war er als Nachfolger von Anton Mayr kommissarischer Leiter des Bundesforschungsanstalt für Viruskrankheiten der Tiere in Tübingen. Später war er Leitender Direktor des Instituts für Impfstoffe der Bundesforschungsanstalt. Er hatte den Professoren-Titel. 1977 ging er in den Ruhestand.
1952 erhielt er mit Wolf-Helmut Wagner den ersten Paul-Ehrlich-und-Ludwig-Darmstaedter-Preis.

## Schriften
- mit Friedrich Wilhelm Ewald: Rotlauf. VEB Gustav Fischer, Jena 1973.
- mit Anton Mayr, Barbara Mayr-Bibrack: Handbuch der Schutzimpfungen in der Tiermedizin. Parey, Berlin 1984.